# Ritchie Point
Der Ritchie Point ist eine Landspitze im ostantarktischen Mac-Robertson-Land. Sie liegt am Ende eines großen und flachen Massivs, dass sich aus den Amery Peaks in den Prince Charles Mountains in nördlicher Richtung erstreckt.
Luftaufnahmen, die 1956 und 1960 im Rahmen der Australian National Antarctic Research Expeditions entstanden, dienten ihrer Kartierung. Das Antarctic Names Committee of Australia benannte die Landspitze nach Frederick James Ritchie, Koch auf der Mawson-Station im Jahr 1965.